# Вівчарик в'єтнамський
Вівча́рик в'єтнамський (Phylloscopus ricketti) — вид горобцеподібних птахів родини вівчарикових (Phylloscopidae). Мешкає в Китаї та Індокитаї.

## Опис
Довжина птаха становить 10-11 см. Верхня частина тіла яскраво-оливково, нижня частина тіла яскраво-жовта. Жовті кінчики верхіх покривних пер крила формують смугу. Верхня частина голови чорна, поцяткована яскраво-жовтими смугами, по центру тімені іде зеленувато-жовта смуга, на потилиці є сірі смуги. Над очима довгі яскраво-жовті "брови". Від дзьоба через очі ідуть чорні смуги. Щоки і скроні оливкові.

## Поширення і екологія
В'єтнамські вівчарики гніздяться в Центральному і Південному Китаї (від південного Ганьсу і Сичуаня на схід до Фуцзяня і Хубея, на південь до Гуйчжоу, північного Гуансі і східного Гуандуна). Взимку вони мігрують на південь, до Таїланду, Лаосу, В'єтнаму і Камбоджі. В'єтнамські вівчарики живуть в субтропічних і тропічних вологих лісах, в галерейних лісах і чагарникових заростях, в садах і на чайних плантаціях. Зустрічаються поодинці або парами, на висоті до 1100 м над рівнем моря, переважно на висоті понад 800 м над рівнем моря. Іноді приєднуються до змішаних зграй птахів. Живляться комахами та іншими безхребетними. Сезон розмноження триває з травня по липень. Гніздо розміщується в чагарниках або на землі.